# Heinz Berghaus
Heinrich „Heinz“ Berghaus (* 10. März 1899 in Wiemelhausen; † 8. März 1966 in Radebeul) war ein deutscher Opernsänger (Bassbariton) und Schauspieler bei Bühne und Film.

## Leben und Wirken
Berghaus, ein Sohn des Eisenbahnbeamten Adolf Berghaus und seiner Ehefrau Lina, geb. Schmidt, erhielt seine Ausbildung in Gesang und Schauspiel in Essen und bei Nikolaus Rothmühl am Stern’schen Konservatorium in Berlin. Seine erste Bühnenstation war von 1922 bis 1924 das Große Schauspielhaus. Nach einer studienbedingten Unterbrechung setzte er seine Karriere in der Saison 1926/27 am Stadttheater Halberstadt fort, ehe er zwischen 1927 und 1929 an das Nationaltheater Mannheim verpflichtet wurde. Zumeist wurde er im Fach der Oper/Operette eingesetzt.
Berghaus’ zweites berufliches Standbein wurde ab 1930 der frühe Tonfilm. Im folgenden Jahrzehnt wirkte er in einer Fülle von Unterhaltungsproduktionen mit, darunter auch eine Reihe von Kurzfilmen und Komödien, aber auch dramatischen Stoffen. Er spielte durchgehend Chargen wie beispielsweise einen Kriminalbeamten in Robert Siodmaks Voruntersuchung, einen Hotelportier in Brennendes Geheimnis desselben Regisseurs, den Verkehrsminister in Reinhold Schünzels letzter reichsdeutscher Produktion Land der Liebe, einen Brautwerber in dem Singspiel Capriccio mit Lilian Harvey und einen Kneipenwirt in dem Krimi Falschmünzer. Mehrfach ließ man Berghaus in diesen Filmen auch sein Gesangstalent unter Beweis stellen.
Als die Beschäftigungsmöglichkeiten beim Film kriegsbedingt nachließen, kehrte Berghaus zur Bühne zurück, wo er zunächst an den Vereinigten Landestheatern Gotha-Eisenach (1942/43) und dann an den Städtischen Bühnen im deutsch besetzten Łódź (damals Litzmannstadt, 1943/44) zu sehen war. Nach dem Krieg ist Berghaus Ende der 1940er Jahre nur noch am Stadttheater von Jena (erneut im Fach Oper/Operette) nachzuweisen. Nach 1952 wurde er nicht mehr im Register des Deutschen Bühnen-Jahrbuchs geführt.
Ab 1943 war Heinz Berghaus mit Annelise Hertel verheiratet und lebte mit ihr ab 1950 im sächsischen Radebeul. Er starb 1966 im dortigen Kreiskrankenhaus.

## Filmografie
- 1930: Die Drei von der Tankstelle
- 1930: Das Lied ist aus
- 1930: Der Herr auf Bestellung
- 1931: Voruntersuchung
- 1931: Der Draufgänger
- 1931: Bomben auf Monte Carlo
- 1932: Holzapfel weiß alles
- 1933: Wenn am Sonntagabend die Dorfmusik spielt
- 1933: Brennendes Geheimnis
- 1933: Blut und Boden (pseudodokumentarischer NS-Propagandakurzfilm)
- 1933: Wenn ich König wär!
- 1934: Meine Frau, die Schützenkönigin
- 1934: La Paloma
- 1934: Die Liebe siegt
- 1934: Schwarzer Jäger Johanna
- 1934: Alles hört auf mein Kommando
- 1934: Schön ist es, verliebt zu sein
- 1934: … heute Abend bei mir!
- 1934: Der Fall Brenken
- 1934: Bitte ein Autogramm!
- 1934: Ich versichere Sie
- 1934: Nur nicht weich werden, Susanne!
- 1935: Die Saat geht auf
- 1935: Winternachtstraum
- 1935: Ein Mädel aus guter Familie
- 1935: Mazurka
- 1936: Der schüchterne Casanova
- 1936: Waldwinter
- 1936: Der Herr Papa
- 1936: Das Veilchen vom Potsdamer Platz
- 1936: Die Kreutzersonate
- 1937: Einmal unten – einmal oben
- 1937: Ein Volksfeind
- 1937: Land der Liebe
- 1937: Stapelholm, eine Landschaft in Schleswig-Holstein (Kurzdoku, Sprechrolle)
- 1937: Unter Ausschluß der Öffentlichkeit
- 1937: Die Unterschlagung (Kurzfilm)
- 1937: Das Quartett (Kurzfilm)
- 1937: Das Rezept (Kurzfilm)
- 1937: Die Holzauktion (Kurzfilm)
- 1937: Erbschaftstaumel (Kurzfilm)
- 1938: Capriccio
- 1939: Ich bin gleich wieder da
- 1939: Das Gewehr über
- 1939: Paradies der Junggesellen
- 1939: Wenn ein kleines Mädel spielt (Kurzfilm)
- 1940: Der dunkle Punkt
- 1940: Falschmünzer